# دنگ فنگ
دنگ فنگ منطقه‌است باستانی که در استان هنان چین و در کنار کوه مقدس سونگ قرار دارد.این منطقه ۱۲۲۰ کیلومتر مربع و جمعیت ۶۳۰٫۰۰۰ دارد.این شهر یکی از مشهورترین مراکز معنوی چین است و در ادیان مختلف چین به عنوان مرکز آسمان و زمین شناخته می‌شود.در این شهر معابد مختلفی از مکتب‌های تائوئیست، بودایی و مکتب کنفوسیوس وجود دارد.

در سال ۲۰۱۰ یونسکو تعدادی از معروف‌ترین بناهای تاریخی دنگ فنگ را در میراث جهانی یونسکو به ثبت رساند که شامل چندین دروازه تاریخی، و معابد بودند.پرستشگاهایی که در میراث جهانی یونسکو به ثبت رسیدند عبارت اند از:
- معبد مشهور شائولین
- آکادمی مکتب کنفوسیوس
- رصدخانه گوچنگ
- Huishan Temple
- Qimu Que Gates
- Shaolin Monastery and its Pagoda Forest
- Shaoshi Que Gates
- Songyang Academy
- Songyue Temple Pagoda
- Taishi Que Gates
- Zhongyue Temple